# 俄罗斯陆军第34独立摩托化步兵旅
第34独立摩托化步兵旅（山地）（俄语：34-я отдельная мотострелковая бригада (горная)）是俄罗斯陆军的一個機械化步兵旅，隸屬於第49合成集团军，部队代号「01485」。部隊於2006年6月30日正式成立，本部設立在俄羅斯卡拉恰伊-切尔克斯澤連丘克斯卡亞區斯托羅熱瓦亞，主要任務是在山區進行戰鬥和偵察行動。根據報導，2014年時該旅訓練士兵登山，並使用當地品種馬匹運送物資。
2008年，該部隊投入俄格戰爭，負責在西高加索山口防守。2022年4月，參與了2022年俄羅斯入侵烏克蘭，隨後在赫尔松州與烏克蘭軍隊交戰。2023年烏克蘭反攻期間，被部署到普里尤特涅一帶防守。

## 編制
- 旅本部
- 第1001獨立摩托化步兵營（山地）
- 第1021獨立摩托化步兵營（山地）
- 第1199獨立摩托化步兵營（山地）
- 第491獨立榴彈砲自行火砲營
- 通信營
- 防空導彈和砲兵營
- 電子戰連
- 工兵連
- 維修連
- 後勤連
- 衛生連